# Fleet Protection Group Royal Marines
Die Fleet Protection Group Royal Marines (FPGRM) oder 43 Commando Fleet Protection Group Royal Marines sind die unabhängigen Marineschutzkräfte innerhalb der britischen Royal Marines. Ihre Hauptaufgabe ist der Schutz und die Verteidigung von Schiffen und Anlagen der Royal Navy im In- und Ausland. Außerdem ist sie für den Schutz der britischen Nuklearwaffen verantwortlich.

## Geschichte
Die FPGRM wurde am 1. Mai 1980 in Arbroath an der schottischen Ostküste als Comacchio-Kompanie aufgestellt. Ihr Auftrag lautete Schutz der Nuklearwaffen in Depots und auf Transporten sowie die Sicherung der Ölbohrkapazitäten Großbritanniens vor terroristischen oder subversiven Anschlägen. Eine derartige Einheit hätte normalerweise die Royal-Marines-Nummerierung erhalten (in diesem Fall 43 Commando). Da diese Truppe nur im Inland eingesetzt werden sollte, wählte man eine andere Art der Namensgebung und benannte die neue Einheit nach einem Gefecht in Norditalien gegen Ende des Zweiten Weltkrieges.
Die Kompanie wurde bereits Ende 1983 vergrößert und in Comacchio-Group umbenannt. Nach der Vergrößerung verfügte die Einheit über zwei Kompanien (O und P Company). Ursprünglich war vorgesehen, dass sich jede Kompanie auf einen der Einsatzaufträge spezialisiert. Bald jedoch stellte sich heraus, dass der Auftrag zur Bewachung der britischen Nuklearkapazitäten starke Kräfte beider Kompanien binden würde. Trotz der angespannten Personallage wurde das Anforderungsprofil der Comacchio-Group noch auf maritime Antiterror-Operationen ausgeweitet, wie Geiselbefreiung oder Rückeroberung von Schiffen und Ölbohrplattformen.
Mitte 1987 wurden alle Antiterroreinheiten der Royal Marines in den SBS versetzt. Im Special Boat Service wurde eine neue Einheit für maritime Antiterroreinsätze aufgestellt. Die Commacchio-Group verlor diesen Auftrag, ihre Personalstärke wurde allerdings nicht verändert. Die Comacchio-Group konnte sich nun voll auf die Sicherung der Nuklearwaffen konzentrieren.
Im September 1992 wurde die Commacchio-Group stark vergrößert. Die Anzahl der Infanteriezüge pro Kompanie wurde von zwei auf vier Züge vergrößert, und jeder Einheit wurde ein Kompanieführungselement zugewiesen. Außerdem wurde eine dritte Kompanie (R Company) aufgestellt. Diese Vergrößerung auf annähernd Bataillonsstärke zeigte, wie wichtig der nukleare Sicherungsauftrag ist.
Im Jahr 2001 wurde die Einheit erneut vergrößert und von Comacchio-Group in Fleet Protection Group Royal Marines (FPGRM) umbenannt. Es wurde eine Stabskompanie gegründet, um eine eigenständige Führung und Verwaltung zu gewährleisten. Die P Company wurde in S Company umbenannt und die Heimatbasis wurde von Arbroath nach Faslane-on-Clyde in Westschottland verlegt.
Derzeit stellt die FPGRM Boardingteams für die Operation Banner, einer maritimen Antiterror-Operation vor der Küste sowie in den Häfen Nordirlands. Die FPGRM wird derzeit bei Embargooperationen wie UNIFIL eingesetzt. Außerdem sind zu diesem Zweck Fleet Standby Rifle Troops auf jedem größeren Schiff der Royal Navy stationiert.

## Auftrag
Die Aufgabe der FPGRM ist nach wie vor die Verteidigung der britischen Nuklearkapazitäten im Inland in den Nuklearwaffendepots in Faslane und Coulport sowie auf Transporten. Da diese Einsätze teilweise im Inland durchgeführt werden, steht die Beherrschung der festgelegten Rules of Engagement (ROE) an erster Stelle. Ein weiterer Hauptauftrag ist die Verteidigung von Marineanlagen und -schiffen im In- und Ausland. Damit haben sie eine ähnliche Aufgabe wie die Marineschutzkräfte der deutschen Marine.
Dazu gehört auch die Verteidigung des Marinehauptquartiers in Northwood in der Nähe von London. Hier besetzen die Royal Marines zentrale Schlüsselpositionen. Bei dieser Aufgabe unterstützen sie die Polizeieinheiten des Verteidigungsministeriums. Die FPGRM verfügt außerdem über Boardingteams. Diese Teams werden als Fleet Standby Rifle Troops (FSRT) bezeichnet. Sie werden bei weltweiten Einsätzen auf Schiffen der Royal Navy eingesetzt. Meistens auf Fregatten und Zerstörern, da diese Schiffe über Hubschrauber und Speedboote verfügen – ideale Transportmöglichkeiten für die Royal Marines. So können sehr schnell Boardingeinsätze durchgeführt werden, um gegen Schmuggler und Terroristen vorzugehen. Siehe auch Entern.

## Gliederung
Die FPGRM ist in Faslane-on-Clyde in Westschottland stationiert. Sie besteht aus einer Stabsschwadron (HQ Squadron) und drei Infanterieschwadronen, Rifle Squadron genannt (O, R und S Squadron). Die O und die R Squadron sind für die Verteidigung der britischen Nuklearwaffen verantwortlich, die sich in dem Flottenstützpunkt Faslane, dem Depot Coulport oder auf Transporten befindet. Die O und die R Squadron bestehen aus einer Führungsgruppe mit dem kommandierenden Offizier und seinem Stab sowie vier Infanteriezügen. Die S Squadron stellt das Personal für die Bewachung einiger besonders empfindlicher Bereiche des Hauptquartiers in Northwood. Auch die FSRTs, die den einzelnen Einheiten der Flotte zugeteilt sind, gehören in der Regel der S Squadron an. Aus diesem Grund ist die S Squadron in unterschiedliche Bereiche unterhalb der Führungsgruppe gegliedert. So ist die Einheit flexibel und kann allen Anforderungen, die an sie gestellt werden, gerecht werden.

## Ausbildung
Die Ausbildung orientiert sich an den möglichen Einsatzszenarien. Die Ausbildung in der FPGRM baut auf den bereits überdurchschnittlichen Leistungen der Royal Marines auf. Die Schwerpunkte sind der Nahkampf und der Orts- und Häuserkampf, sowohl mit als auch ohne Waffen. Bei der Bewachung von Transporten und bei Boardingeinsätzen ist die Beherrschung verschiedener Formen von Gewalt sowie das richtige Einschätzen von Gefahrensituationen wichtig. Hierauf wird ein besonderer Schwerpunkt gelegt. Die FPGRM verfügt außerdem über ein Schießhaus, in dem der Umgang mit scharfen Waffen geübt werden kann. Im Trupp wird dann der Umgang mit Booten und Hubschraubern sowie das Entern von Schiffen geübt. Die in dieser Ausbildung erlernten Fähigkeiten werden dann in Manövern bis auf Zugebene geübt, um einen möglichst hohen Ausbildungsstand zu erreichen. Weitere Ausbildungsabschnitte sind Personenschutz sowie Objektschutz.